# Willis Todhunter Ballard
Willis Todhunter Ballard (* 13. Dezember 1903 in Cleveland, Ohio; † 27. Dezember 1980 in Mount Dora, Florida) war ein US-amerikanischer Autor. Ballard gilt als einer der routiniertesten und einfallsreichsten Westernautoren, er erlangte jedoch auch Bekanntheit als Autor von Kriminalromanen.

## Leben
Ballard erhielt seine ersten Jobs als Autor bei Warner Brothers und Columbia Pictures, wo er in den 1920er Jahren beschäftigt war. Diese Auftragsarbeiten erschienen meistens ohne Erwähnung seines Namens. Ab 1927 schrieb er unter zahlreichen Pseudonymen über 1000 Kurzgeschichten, 70 Romane und 50 Drehbücher. Aliasse waren Brian Agar, P. D. Ballard, Parker Bonner, Hunter D’Allard, Harrison Hunt, Tod Hunt, John Hunter, Neil MacNeil, John Shepherd und Jack Slade. 

## Ehrungen
- 1965 Spur Award (Western Writers of America) für Gold in California[1]

## Werke (Auswahl)
Als Parker Bonnet
- Silver bullets.
  - Deutsch: Silberne Kugeln. AWA Verlag, München 1959 (übersetzt von Hansheinz Werner)

Als Willis T. Ballard
- Two-edged vengeance.
  - Deutsch: Zweischneidige Rache. AWA Verlag, München 1953.
- incident at sun mountaiI.
  - Deutsch: Die Silberhügel. AWA Verlag, München 1954.
- West of quarantine.
  - Deutsch: Auf steinigem Weg. AWA Verlag, München 1955.
- Superstition Range.
  - Deutsch: Rostiges Gold. AWA Verlag, München 1955.
- Outlaw brand.
  - Deutsch: Das rauhe Land. AWA Verlag, München 1955.
- Rawhide gunman.
  - Deutsch: Umstrittenes Erbe. AWA Verlag, München 1955.
- Gunman from Texas.
  - Deutsch: Die Verschworenen. AWA Verlag, München 1956.
- Showdown.
  - Deutsch: Der Feuerkopf. AWA Verlag, München 1956.
- Guns of the lawless.
  - Deutsch: Die Gluthölle von Utah. AWA Verlag, München 1957.
- Trigger trail.
  - Deutsch: Die Silbermine. AWA Verlag, München 1957 (übersetzt von Hansheinz Werner).
- Roundup.
  - Deutsch: Die Fährte des Bösen. AWA Verlag, München 1958.
- Trail Town Marshal.
  - Deutsch: Zwischen Recht und Gewalt. AWA Verlag, München 1959 (übersetzt von Hansheinz Werner)
- High iron.
  - Deutsch: Vogelfrei. Ullstein, Frankfurt/M. 1978 (übersetzt von Otto Kühn)
- Loco and the wolf.
  - Deutsch: Zwei tollkühne Kerle. Heyne, München 1978 (übersetzt von Jochen Lotsch)
- The man from Yuma.
  - Deutsch: Der Mann aus Yuma. Heyne, München 1979 (übersetzt von Mark Brinkmann)
- Hell Hole.
  - Deutsch: Partner gegen Tod und Teufel. Heyne, München 1979 (übersetzt von Alfred Dunkel)
- Lost valley.
  - Deutsch: Die Hölle von Tayopa. PMS-Verlag, Rastatt 1985 (übersetzt von Ernst Sander)
- Rogue Range.
  - Deutsch: Treibjagd auf den Raubwolf. PMS-Verlag, Rastatt 1985 (übersetzt von R. Wunder)
- Trouble on the massacre. 	
  - Deutsch: Die Ranch der Brutalen. PMS-Verlag, Rastatt 1985 (übersetzt von Hansgeorg Simon, EA 1973)
- The spy catchers.
  - Deutsch: Lauter nette Leute. Kelter, Hamburg 1980 (übersetzt von Bodo Baumann)
- The night riders.
  - Deutsch: Die Nachtreiter. Kelter, Hamburg 1980 (übersetzt von Heinz F. Kliem, EA 1968)